# Iaret
Iaret (auch Jaret, Aret, Uaret) war eine altägyptische Schlangengöttin, die bereits seit dem Alten Reich belegt ist. Iaret wirkte zugleich als Toten- und Wiedergeburtsgöttin. In der ägyptischen Mythologie galt sie zunächst als Schlange des Königs (Pharao), die ihn schützt und sein Leben in der Duat erneuert.

## Hintergrund

### Altes Reich
Ursprünglich wurde Iaret als Tochter des Seth geboren und verkörperte als Hathor die Mutter des Horus, die als Himmelsgottheit täglich durch Horus in seiner Erscheinungsform als Falke neu geboren wird und aus seinem Horusauge hervorkommt. Die Ägypter sahen zudem Iaret als Sopdet, die für die Nilschwemme verantwortlich war. Aus mythologischen Texten geht hervor, dass Iaret wie Sopdet in Gleichsetzung als Sirius alljährlich weggenommen und wiedergebracht wird. Im Totenkult empfing Iaret den verstorbenen König in ihrer Abendbarke und schützte ihn bei seiner Herrschaft in der Duat.
Mit dem in der 4. Dynastie aufkommenden Kult des Sonnengottes Re wechselte Iarets göttliche Zuordnung: Sie ist die, die aus Re herauskommt und sich am Scheitel des Re befindet. Ergänzend galt Iaret nun als Auge des Re. Mit der fast zeitgleich einsetzenden Osiris-Verehrung trat Iaret als Isis auf und vernichtete in ihrer Eigenschaft als Schutzgöttin des Horus in Chemmis die Genossen des Seth.

### Mittleres Reich
Im Mittleren Reich war das Wesen der Iaret hauptsächlich als leuchtende Hathor in das Totenreich verortet. Sie ernährte den Verstorbenen nach seiner Ankunft in der Duat, bis Iaret schließlich von ihm vollständig aufgegessen und zum Leib des Verstorbenen wurde. Sie richtete deshalb ihren Thron am Verstorbenen ein und verwandelte sich bis Sonnenaufgang am Horizont wieder in eine Kobra.
Der Geburtsvorgang zeigte Iarets ursprüngliches Wesen, da der Verstorbene aus ihr in der Erscheinungsform des kindlichen Horus hervorkommt. Im Gegensatz zu Wadjet, die auf dem Kopf des Verstorbenen platziert war, befand sich Iaret an seiner Stirn und ließ ihm bei seiner Wiedergeburt die Atemluft in die Nase steigen.

### Neues Reich
Mit Beginn des Neuen Reiches erfolgte die Renaissance der Iaret als Schutzgottheit des Königs und der Königin. Sie erhielt ergänzend den Titel Erste von vier Göttinnen und trat in diesem Zusammenhang mächtig wie Tjenenet sowie als Weret Hekau und Tefnut auf.
Im Königskult war ihr Thron an der Stirn der Königin. Iaret war die Göttin, der man als  Königin zujubelt, während man auf Apophis, das Pendant der Iaraet, spuckt.

### Griechisch-römische Zeit
In der griechisch-römischen Zeit erlebte die Verehrung der Iaret einen neuen Höhepunkt. Die Ägypter sahen in ihr die Urgöttin Niut-hemset. Sie wurde in der Folge als Epitheton auf viele Gottheiten übertragen: Isis, Sopdet, Wadjet, Hathor, Mut, Nechbet und Sachmet.
Als weitere Gleichsetzungen im Königskult folgten: Der König räuchert für sie, Der König ist ihr Erbe, Der Verstorbene soll herabsteigen als Iaret, Sie schützt mit ihrem Gluthauch, Der Sem-Priester räuchert für sie, Ihre Augen sind die  Kronen der beiden Länder, Sie sorgt für Gesundheit und Menhit ist die rote Krone in der Gestalt als Iaret.

## Ikonografie
Die Darstellungen der Iaret wechselten im Verlauf der altägyptischen Geschichte mehrmals:
- Altes Reich: Aufgerichtete Kobra mit Menschenkopf und Hathorkrone.
- Neues Reich: Menschengestaltig stehend mit herabhängenden Armen und einer Kobra auf der Stirn sowie als feuerspeiende Kobra.
- Griechisch-römische Zeit: Löwenköpfige Schlange mit Sonnenscheibe auf dem Kopf.